# 貝約正字法
貝約正字法（西班牙語：ortografía de Bello），也稱作智利正字法（西班牙語：ortografía chilena），是由委內瑞拉語言學家安德烈斯·貝約及哥倫比亞作家胡安·加爾西亞·德爾·里約提出的對美洲西語的正字法改革。
其最初於倫敦發表，當時的題目爲《簡化及統一美洲正字法的便利性》(«Indicaciones sobre la conveniencia de simplificar y uniformar la ortografía en América»)，發佈在1823年的《Biblioteca Americana》雜誌及1826年的《El Repertorio Americano》上。其目的爲修改美洲西班牙語正字法以使得字位和音位完美對應。
1844年，該正字法在智利開始部分正式使用，隨後阿根廷、哥倫比亞、厄瓜多爾及委內瑞拉也開始採用。最後一個廢除該正字法的國家爲智利，在1927年該國才採用了西班牙皇家學院的相關標準。

## 背景
15世紀末，安东尼奥·德·内夫里哈在他的第一本書《卡斯蒂利亚语语法》中提出：「我們應該言文一致，不然字母就變得毫無意義。」(«tenemos de escribir como pronunciamos, y pronunciar como escribimos, porque en otra manera en vano fueron halladas las letras»)，並且提出了西班牙語語音正字法的概念，在1517年的《卡斯蒂利亞語正字法規則》(Reglas de ortographia de la lengua castellana) 中再次提出此概念。 隨後在17世紀中葉，岡薩洛·科利亞斯極力推崇以按音正字取代按詞源正字的正字法改革。這種改革以音位字位一一對應爲原則，體現在他的《新精確卡斯蒂利亞正字法》(1624, Nueva i zierta ortografia kastellana) 中：「我們的書寫應該簡單而純粹，如何發音，就該按照規則如何書寫，反之亦然。」(eskrivamos pura i linpiamente, komo se pronunzia, konforme á la di[c]ha rregla, ke se á de eskrivir, komo se pronunzia, i pronunziar, komo se eskrive. 原文如此)。
雖然西班牙皇家學院從1741年發佈第一版西班牙語正字法開始就在不斷探尋按音正字的模式，逐步簡化，但到了1815年，這一簡化改革的趨勢就停止了。與此同時，西班牙皇家學院也沒有來自美洲的成員，並且也並沒有考慮到西班牙語美洲的西語在接觸原住民語言後的實際情況。因此，美洲的學者們只能自行其是，有時候甚至會和西班牙本土的情況相衝突。

## 正字法改革

### 貝約的建議
1823年，安德烈斯·貝約和胡安·加爾西亞·德爾·里約於倫敦在《Biblioteca Americana》的創刊號上發佈了名爲《簡化及統一美洲正字法的便利性》的文章。雖然西班牙皇家學院已經簡化及整理了書寫法，但貝約認爲其正字法仍囿於詞源，對於大西洋兩岸的教學都造成了障礙，因此他支持按音書寫的標準並反對保留詞源。貝約認爲遵從詞源並不必要，因爲在文學和日常使用中並不需要去瞭解歷史語源，由此導致的一系列問題也違背了理性主義。
由此，貝約提出應當解決 c 代表兩種發音以及不發音的 h 的問題，並規定 g 和 y 各只代表一個發音。而對於多擊顫音則無論何時都要寫作 rr，並研究了 b 和 v 的問題(Betacismo)。他的目的是要創立一種音-文一一對應的正字法，其方法則是簡化19世紀的美洲西語正字法，消除其中的模糊性：
- 多個字母代表同一個發音的問題：
  - /k/ 由 c, k, q(u) 表示。
  - /s/ 由 c, s, z 表示。(seseo)
  - /x/ 由 g, j, x 表示。
  - /i/ 由 i, y 表示。
- 多個音素由一個字母表示的問題：
  - c, g, r, x, y.
- 不發音的字母：
  - h.
  - u ——在組合 gue, gui, que, qui 中不發音。

貝約分兩步推行簡化，以防止實際應用上不同音節之間因重新設定的正字法出現混亂：
- 第一步：
  - 用 i 替代作元音使用的 y (rei, i).
  - 用 j 替代擦音 g (jeneral, jinebra) 和 x (Méjico, Jiménez).
  - 用 z 替代噝音 c (zerdo, zisma).
  - 刪除不發音的 h (ombre, ueso).
  - 刪除 que 和 qui 中不發音的 u (qeso, qienes).
  - 多擊顫音全部寫作 rr  (rrazón, alrrededor).
- 第二步：
  - 用 q 替換爆破音 c  (qasa, qomo).
  - 刪除 gue 和 gui 中不發音的 u (gerra, ginda).

### 薩米恩托的建議
20多年後，多明戈·福斯蒂諾·薩米恩托在流亡智利期間提出了一個類似於貝約的方案。1843年10月17日，當時貝約是智利大學的校長，薩米恩托在人文系提出了《備忘錄（關於美洲正字法）》。和貝約不同的是，薩米恩托傾向保留 c 而廢除 z，此外也刪除了 v 和 x。然而在1844年2月19日，人文學院卻斷定該主張過於激進。

## 實施與使用

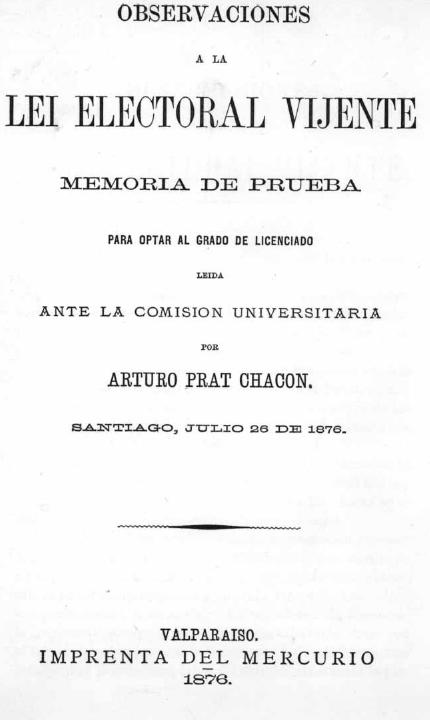
《對現行選舉法的意見》Observaciones a la lei electoral vijente (1876)， Arturo Prat 著。

貝約的影響力在馬德里初等教師文學科學學院得到了顯現，該機構在1843年採納了大部分提案。 然而1844年4月25日，伊莎貝拉二世以皇室的命令叫停了該方案，並且命令遵從皇家學院的卡斯蒂利亞語正字手冊，在公立學校中教授皇家學院在其最新版字典中使用的正字系統。隨着這一要求，皇家學院關於正字法規定上升到法規的水平，從而取代了其他一切正字法。
雖然貝約的方案沒有被完全採用，他的部分想法根据建议於1844年4月在智利由人文學院提交給布尔内斯總統的政府，最終在同年開始應用於教學及政府公文。
對正字法的修正有三點：
- 用 i 替代作元音使用的 y (rei, i).
- 用 j 替代擦音 g (jeneral, jinebra) 和 x (Méjico, Jiménez).
- 用 s 替代輔音前的 x (testo, estremo).

隨後，這些改變也傳入了阿根廷、哥倫比亞、厄瓜多爾、尼加拉瓜和委內瑞拉。1849年，貝約撰寫了《美洲卡斯蒂利亞語法使用規定》。
智利是最後一個維持該正字法的國家，施行了超過83年。智利到1927年都還在使用該種異於其他國家的正字法，直到伊瓦涅斯總統治下的該年10月12日才通過3876號令將正字法改爲西班牙皇家學院版本，並投入教學和政府公文中。

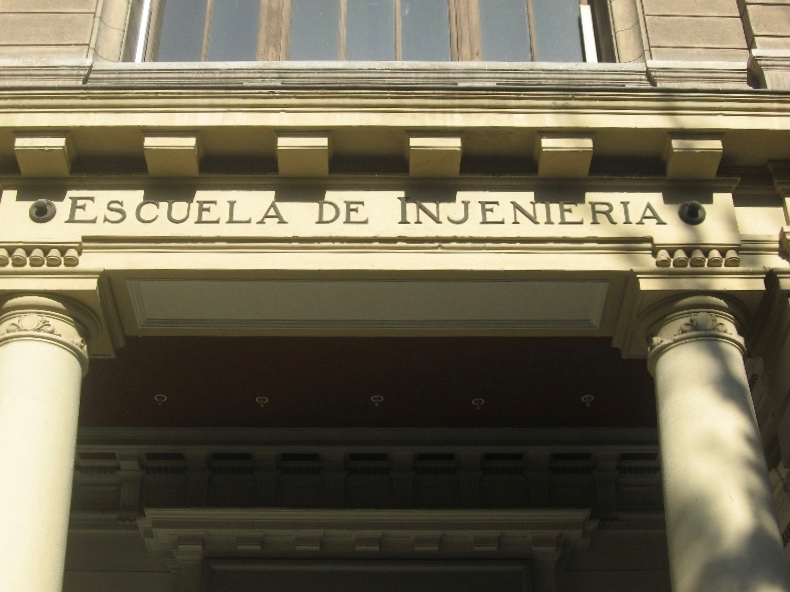
智利大學數學物理學院正門，於1922年落成，使用了貝約正字法：Escuela de Injeniería。

智利正字法也成爲了哲學家和語言學家 Rodolfo Lenz 的研究對象，他發表了以下文章：《智利正字法觀察》 (Observaciones sobre la ortografía de Chile, 1891)，《關於卡斯蒂利亞語正字法》(De la ortografía castellana, 1894) 及《美洲卡斯蒂利亞語詞典問題》(Problemas del Diccionario Castellano en América, 1927)。

## 類似方案
諾貝爾文學獎1956年得主詩人胡安·拉蒙·希梅内斯在他的作品《痛苦與神奇的詩歌》(Poemas májicos y dolientes, 1909) 中使用了一種類似於貝約正字法的體系，其解釋是：「因爲應該如說話一般書寫，因爲對簡單的熱愛和對賣弄學識的厭惡 ([porque] se debe escribir como se habla[,] por amor a la sencillez [y] por antipatía a lo pedante.)」。另外，作家及文學家米蓋爾·德·烏納穆諾也在其作品全集第四卷中的《種族與語言》中支持採用「一種基於語音的簡單的正字法」，在其中包含了他所寫關於書寫改革的文章，在他1914年的小說（他稱他的小說爲Nivola）《Nebla》中也表達了類似觀點。
而另一方面，哲學家 Jesús Mosterín 在《西班牙語語音正字法》(1981) 和《書寫理論》(1993) 中都表示「西班牙語新正字法」都應該基於語音。 在1997年於墨西哥薩卡特卡斯召開的國際西班牙語會議上，1982年諾貝爾文學獎得主加夫列尔·加西亚·马尔克斯重提貝約正字法，並且表達了對強加正字法的抵觸，並支持「讓當前正字法退休」。

## 參看
- 西班牙語地理分佈（西班牙语：Distribución geográfica del idioma español）
- 智利西班牙語
- 西班牙語音系（西班牙语：Fonología del español）
- 2010年西班牙語新正字法（西班牙语：Innovaciones en la ortografía española (2010)）
- 權威字典（西班牙语：Diccionario de autoridades）
- 理想正字法：卡斯蒂利亞正字法改革及速記法比較